# Larry Csonka
Lawrence "Larry" Richard Csonka (nascido em 25 de dezembro de 1946) é um ex-fullback de futebol americano que foi nomeado para o Hall da Fama do Futebol Americano Universitário e para o Hall da Fama do Futebol Americano Profissional. Com o Miami Dolphins, ele foi um membro da temporada perfeita em 1972 e venceu o Super Bowl em 1972 e 1973.

## Infância
Um dos seis filhos, Csonka nasceu no subúrbio de Akron, em Stow (Ohio), onde foi criado em uma fazenda por sua família húngara.

## Carreira no ensino médio
Csonka começou sua carreira no futebol americano no Stow High School em 1963, o time dele venceu o campeonato da liga metropolitana de Akron sob o comando do técnico Dick Fortner. Ele jogou por Stow de 1960 a 1963.

Csonka se tornou um Running Back por acidente. Por causa de seu tamanho, ele jogou como defensive end no time da escola como um estudante de segundo ano. No último jogo daquele ano, ele foi enviado como substituto no time de retorno de kickoff. A bola acabou indo para ele e ele saiu correndo. Csonka escreveu:
Eu quebrei dois tacklers antes de perceber o que estava fazendo. Eu não marquei ou salvei o jogo, mas tive uma tremenda sensação carregando a bola. Eu amei. Eu sabia então que queria correr com a bola.
Mesmo assim, no ano seguinte, Csonka teve um período difícil, antes do início da temporada, para convencer seus companheiros de equipe e treinadores de que ele poderia jogar como Running Back. Eles disseram que ele era muito grande e muito lento. Embora houvesse dúvidas sobre suas habilidades, ele se saiu bem no primeiro jogo da temporada.

## Carreira universitária
Csonka foi recrutado por Clemson, Iowa, Vanderbilt e Syracuse. Ele escolheu Syracuse, onde jogou como linebacker em sua primeira temporada antes de ser transferido para a posição de fullback de 1965 a 1967, a posição em que foi nomeado All-American. Ele estabeleceu muitos dos recordes da escola, incluindo alguns anteriormente detidos por Ernie Davis, Jim Nance, Floyd Little e Jim Brown.
Em suas três temporadas em Syracuse, Csonka correu para um recorde escolar de 2.934 jardas, correu para 100 jardas em 14 jogos diferentes e teve uma média de 4,9 jardas por jogo. De 1965 a 1967, ele ficou em 19º, nono e quinto no país correndo. Ele foi o MVP do Hula Bowl e do Jogo All-Star da faculdade. Em 1989, ele foi consagrado no College Football Hall of Fame.

## Carreira profissional

### Miami e os Super Bowls
Csonka foi o número 1 escolhido pelo Miami Dolphins da American Football League no Common Draft de 1968, o oitavo jogador e o primeiro running back selecionado no primeiro round. Ele assinou um contrato de três anos que lhe rendeu um bônus de assinatura de $ 34.000 (equivalente a $ 245.000 em 2018) e um carro, e um salário de $ 20.000 (equivalente a $ 144.000 em 2018), depois $ 25.000 (equivalente a $ 180.000 em 2018). US $ 30.000 (equivalente a US $ 216.000 em 2018) a cada ano.

A carreira profissional de Csonka teve um início instável. No quinto jogo da temporada de 1968, contra o Buffalo Bills, ele foi nocauteado e sofreu uma concussão quando sua cabeça bateu no chão. Ele passou dois dias no hospital. Três semanas depois, contra San Diego Chargers, ele sofreu outra concussão, além de um tímpano rompido e um nariz quebrado. Houve rumores de que ele teria que desistir do futebol americano. Ele perdeu três jogos em 1968 e mais três em 1969. Escreve seu companheiro de equipe Nick Buoniconti:
Houve alguma pergunta [após a temporada de 1969] se Csonka iria voltar a jogar novamente - não apenas por causa de lesões, mas porque ele não jogou bem... Quando Shula entrou [em 1970] ele literalmente teve que ensinar Csonka como correr. Ele costumava correr para cima e para baixo e Shula impressionou-o que ele tinha que liderar com o antebraço ao invés de sua cabeça. Shula e Carl Taseff basicamente fizeram a reengenharia de Csonka para onde ele se tornar o jogador do Hall of Fame. Csonka surgiu como o líder ofensivo dos Dolphins...
Nas quatro temporadas seguintes, Csonka nunca perdeu um jogo e liderou os Dolphins nas próximas cinco temporadas. Na década de 1970, ele era um dos corredores mais temidos do futebol profissional. Com 1,91 de altura e 107 kg de peso, ele foi um dos maiores running backs de seu tempo. Seu estilo de corrida lembrou as pessoas de um lendário corredor da década de 1930, Bronko Nagurski. Disse o linebacker do Minnesota Vikings, Jeff Siemon, após o Super Bowl VIII: "Não é a colisão que te pega. É o que acontece depois de você enfrentá-lo. Suas pernas são tão fortes que ele continua se movendo. Ele carrega você. Ele é um peso móvel." Ele raramente sofreu um fumble ou dropou um passe. Ele também foi um excelente bloqueador.
Histórias abundam sobre a resistência do Csonka. Ele quebrou o nariz cerca de dez vezes jogando futebol americano no ensino médio, na faculdade e profissionalmente, fazendo com que ele ficasse permanentemente deformado, e ele permaneceria no jogo com sangue saindo dele. Ele foi nomeado o 10º jogador de futebol americano mais durão de todos os tempos pela produção da NFL Films em 1996, The NFL's 100 Toughest Players. O técnico da linha ofensiva dos Dolphins, Monte Clark, foi perguntado sobre o estilo de corrida contundente de Csonka, e ele respondeu: "Quando Csonka faz um safári, os leões arregaçam as pernas".
Os Dolphins tiveram um dos melhores ataques do futebol americano profissional no início dos anos 1970. Os Dolphins lideraram a NFL em 1971 e 1972, estabelecendo um novo recorde em 1972 com 2.960 jardas. Os 1.117 jardas de Csonka naquela temporada combinados com Mercury Morris contribuindo com exatamente 1.000 jardas fizeram deles a primeira dupla de 1.000 jardas da história da NFL. Ele optava por correr através dos defensores em vez de em torno deles, levando a três temporadas de 1.000 jardas (1971-1973) e duas temporadas (1971-1972) em que ele teve uma média de mais de 5 jardas por carregadas, um feito incrível para um fullback.
Durante a temporada de 1972, os Dolphins se tornaram o único time desde a fusão AFL-NFL a ficar invicto, e Csonka foi uma parte instrumental do sucesso, correndo para 1.117 jardas. Csonka teve 112 jardas em apenas 15 corridas no Super Bowl VII.
Em 1973, Csonka foi eleito o Atleta do Ano pela Associação de Escritores Profissionais de Futebol. Naquela temporada, os Dolphins ganharam um segundo título seguido e "Zonk", como era conhecido, foi o MVP do Super Bowl VIII. Explorando o bloqueio brilhante por sua linha ofensiva, ele correu 33 vezes para dois touchdowns e um recorde de 145 jardas.
Csonka e seu amigo, Jim Kiick, eram conhecidos como Butch Cassidy e Sundance Kid. A edição de 7 de agosto de 1972 da Sports Illustrated apresentava um perfil de Csonka e Kiick. Esta edição tornou-se um item de colecionador por causa da fotografia de capa de Csonka e Kiick pelo famoso fotógrafo Walter Iooss da Sports Illustrated, com Csonka (inadvertidamente) fazendo um gesto obsceno com o dedo médio da mão direita. Em 1973, Csonka e Kiick, em colaboração com o jornalista esportivo Dave Anderson, escreveram um livro, Always on the Run. (Uma segunda edição, com um capítulo adicional cobrindo a temporada de 1973, o Super Bowl VIII, e sua assinatura com a World Football League foi publicada em 1974). Csonka e Kiick discutem suas infâncias, suas carreiras no futebol americano, seu relacionamento às vezes tempestuoso com Don Shula, suas experiências como jogadores profissionais de futebol americano e o comportamento às vezes escandaloso de seus companheiros de equipe. O livro fornece uma visão sobre a história dos Dolphins e o estado do futebol americano profissional no final dos anos 1960 e início e meados da década de 1970.

### Ida para WFL
Em março de 1974, Csonka, Kiick e Paul Warfield, anunciaram que assinaram contratos para disputar a World Football League, a partir de 1975. Csonka assinou um contrato garantido de três anos com um salário de US $ 1,4 milhão. Enquanto suas contratações são creditadas com a credibilidade da WFL, a liga foi atormentada por problemas financeiros desde o início.
Os três jogaram pelo Memphis Southmen, mas Csonka e os outros tiveram um sucesso mínimo e a liga se encerrou no meio da segunda temporada. Csonka levou a bola 99 vezes para 421 jardas e 1 touchdown em 1975.

### Giants e retorno à NFL
Como agente livre, ele se juntou ao New York Giants em 1976, junto com o técnico do Memphis, John McVay. Embora as esperanças dos torcedores fossem altas para que ele pudesse reverter a sorte da equipe, elas não deram certo. Ele rasgou os ligamentos de seu joelho, terminando prematuramente sua primeira temporada lá. Ele culpou a lesão em parte pelo gramado artificial do Giants Stadium.
Em 1979, ele voltou a Miami no ano seguinte. Ele correu para mais de 800 jardas, o seu melhor desde o Super Bowl, e correu para 12 touchdowns. Csonka ganhou o prêmio de Comeback Player of the Year pela sua temporada de 1979. Incapaz de chegar a um acordo com os Dolphins em um novo contrato, ele se aposentou depois que o ano acabou.
Em suas 11 temporadas de NFL, Csonka levou a bola 1.891 vezes para 8.081 jardas e 64 touchdowns. Ele também recebeu 106 passes para 820 jardas e quatro touchdowns. Ele estava entre os 10 primeiros classificados da NFL em jardas corridas quatro vezes, em touchdowns terrestres cinco vezes, touchdowns totais três vezes e jardas da linha de scrimmage uma vez. Ele ganhou honras All-AFC quatro vezes e foi nomeado All-Pro em 1971, 1972 e 1973. Ele também foi selecionado para jogar em cinco Pro Bowls.

## Pós-Aposentadoria

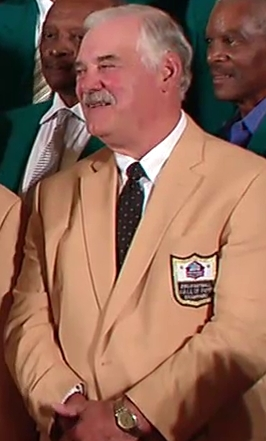
Larry Csonka em 2013

Desde sua aposentadoria, ele se tornou um palestrante motivacional e já hospedou vários shows de caça e pesca na NBC Sports Network (anteriormente OLN e Versus). Csonka já apareceu em muitos programas, como o The Ed Sullivan Show, e teve um papel no drama médico da década de 1970, Emergency!. Ele fez o papel do comandante Delaney no filme de 1976, Midway. Ele trabalhou para o Jacksonville Bulls da USFL em meados da década de 1980, primeiro como diretor de recrutamento e depois como gerente geral. Csonka também foi analista para os jogos da NFL na NBC em 1988, e um analista do programa American Gladiators de 1990 a 1993.
Csonka foi introduzido no Hall da Fama do Futebol Profissional em 1987 e sua camisa número 39 foi aposentado pelo Miami Dolphins em 2002. Csonka foi nomeado membro do Super Bowl Dream Team em uma produção da NFL Films.
Entre 1985 e 1990, Csonka começou a passar o tempo no Alasca, passando a maior parte do ano em Anchorage. Enquanto observava a corrida de trenós Iditarod de 1.161 km (2005), ele disse: "quando eu estava jogando e praticando naquele calor em julho e agosto em Miami com ombreiras, isso me vaporizou".
De 1998 a 2013, Csonka foi produtor e co-anfitrião do Napa's North para o Alasca, antes de se aposentar do show. Csonka também fez Csonka Outdoors de 1998-2005 na ESPN-2 e OLN. No início de setembro de 2005, Csonka e cinco outras pessoas estavam retornando de barco para a vila de Nikolski, na Ilha Umnak, nas Ilhas Aleutas do Alasca, após filmarem uma rena caçando na ilha para o programa de TV "Csonka: do Norte ao Alasca". O barco foi pego em uma tempestade severa e quase virou. Eles fugiram da tempestade por 10 horas antes que um helicóptero da Guarda Costeira dos EUA pudesse alcançá-los e resgatá-los um a um em uma cesta.
Csonka atualmente aparece em comerciais de televisão para o Alaska Spine Institute, um centro de reabilitação física sediado em Anchorage.

Em novembro de 2013, Csonka foi reconhecido pelo Hall da Fama do Pro Football como parte do "Hometown Hall of Fame", um programa nacional que homenageia as raízes locais dos maiores treinadores, jogadores e colaboradores do esporte com cerimônias especiais e eventos de dedicação em placas em comunidades. Csonka foi presenteado com uma placa durante uma cerimônia no ginásio da Stow High School, onde a placa permanecerá permanentemente para servir de inspiração para os alunos e atletas da escola.